# Campanula cana
Campanula cana är en klockväxtart som beskrevs av Nathaniel Wallich. Campanula cana ingår i släktet blåklockor, och familjen klockväxter. Inga underarter finns listade i Catalogue of Life.